# 教堂山 (印第安納州)
教堂山（英語：Chapel Hill）是位於美國印地安納州門羅縣的一個非建制地區。該地的面積和人口皆未知。